# Onitis
Genre
Onitis est un genre d'insectes coléoptères de la super-famille des scarabées, de la famille des Scarabaeidae.

## Liste des espèces
- Onitis alexis Klug, 1835
- Onitis vanderkelleni Lansberge, 1886
- Onitis humerosus